# Werner Seibold
Werner Seibold (Tegernsee, 24 gennaio 1948 – Bad Wiessee, 29 novembre 2012) è stato un tiratore a segno tedesco.

## Palmarès

### Olimpiadi
- 1 medaglia:
  - 1 bronzo (Montréal 1976 nella carabina 50 metri tre posizioni)